# The Script
The Script је ирски поп бенд основан 2001. у Даблину.

## Дискографија
Студијски албуми
- The Script (2008)
- Science & Faith (2010)
- #3 (2012)
- No Sound Without Silence (2014)
- Freedom Child (2017)
- Sunsets & Full Moons (2019)
- Satellites (2024)